# 샤토

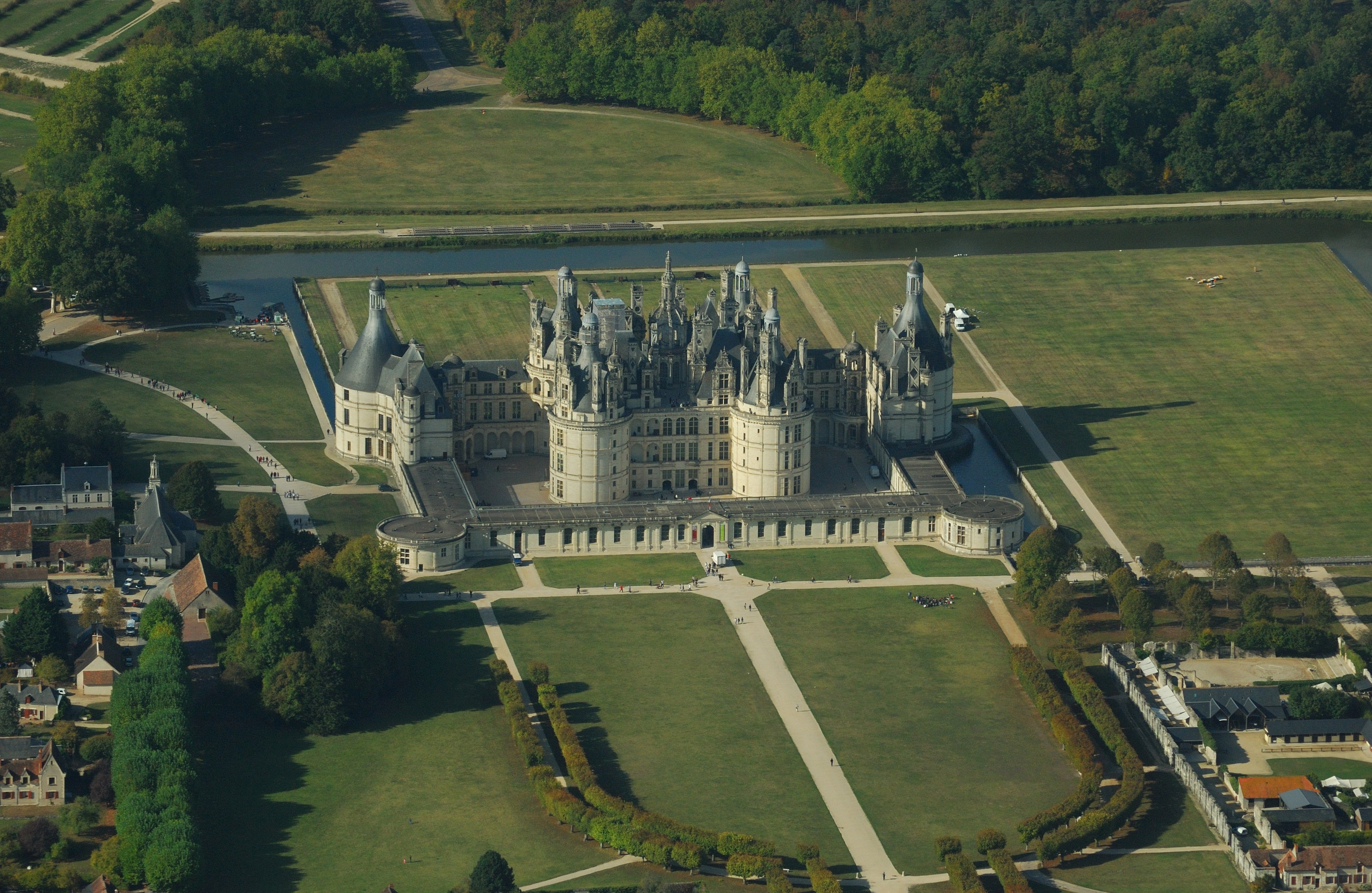

샤토(프랑스어: château)는 성(城)의 프랑스어 표현이다. 특히, 보르도 지방의 포도주 양조장을 지칭하기도 한다.